# Anders Forssén
Anders Forssén, född 12 april 1799 i Kärna församling, Östergötlands län, död 24 mars 1858 i Östra Stenby församling, Östergötlands län, var en svensk präst.

## Biografi
Anders Forssén föddes 1799 i Kärna församling. Han var son till organisten Anders Forssén och Catharina Nilsdotter. Forssén studerade i Linköping och blev höstterminen 1819 student vid Uppsala universitet. Han prästvigdes 24 november 1822 och blev extra ordinarie bataljonspredikant vid Jönköpings regemente 28 april 1828. Forssén avlade pastoralexamen 26 mars 1831 och blev regementspastor vid Jönköpings regemente 28 juni 1831. Under den tiden var han även komminister i Landeryds församling från 8 januari 1844, tillträde direkt. Han blev 8 januari 1855 kyrkoherde i Östra Stenby församling, tillträde 1856. Forssén avled 1858 i Östra Stenby församling.

### Familj
Forssén gifte sig 27 november 1831 med Maria Christina Palmgren (1802–1884). Hon var dotter till handlanden Anders Palmgren och Helena Örling i Linköping. De fick tillsammans barnen Alma Emilia Amalia Forssén (1832–1900) som var gift med disponenten Johan Theodor Larsson, Agnes Charlotta Forssén (1834–1895) som var gift med sjökaptenen Fredrik Ferdinand Villehad Löfström, inspektoren Harald Rudolf August Forssén (1837–1907) på Ryd i Sankt Lars församling, Thure Henrik Hjalmar Forssén (1840–1913) och Carl Ivar Hugo Forssén (1843–1864).